# Documenta-Halle

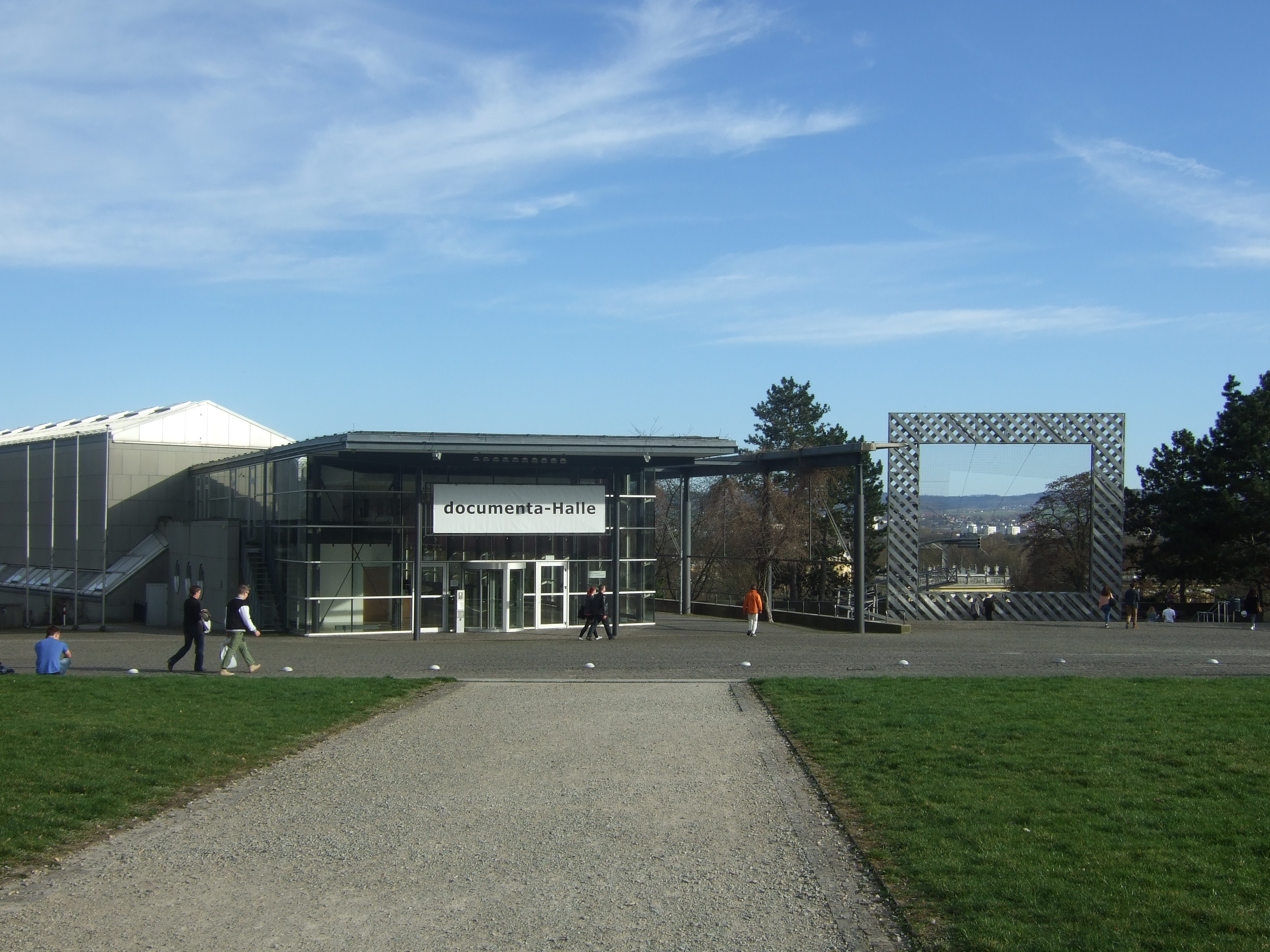

Die documenta-Halle ist ein 1992 am Friedrichsplatz in Kassel errichtetes Ausstellungsgebäude.

## Geschichte
Die documenta besitzt keine permanenten Ausstellungsräume, sollte jedoch ein Gebäude zur Erweiterung der Möglichkeiten der Ausstellungskonzeptionierung erhalten. Erste Entwürfe sahen eine Verriegelung des Friedrichsplatzes zum Staatspark Karlsaue vor; realisiert wurde eine Variante an der Hangkante, die den Blick in die Landschaft weiterhin ermöglicht. Entworfen und umgesetzt wurde das Gebäude 1992 vom Architekturbüro „Jourdan & Müller (PAS)“ in postmodern-konstruktivistischer Formensprache mit Elementen des Kubismus als Ergänzung des angrenzenden Theaterbaus von Paul Bode und Ernst Brundig.
Die technische Gebäudeausrüstung ist umfangreich und die Unterhaltung der Innenausstattung gilt als aufwendig.

## Nutzung

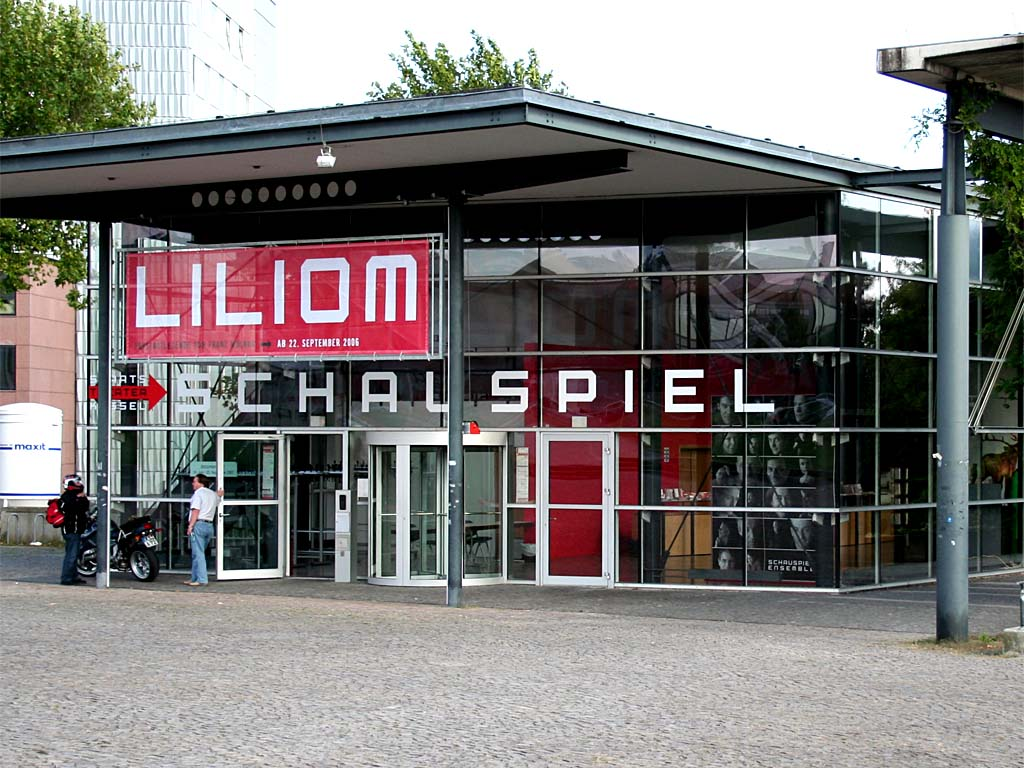
Eingangsbereich während der Interimsnutzung durch das Staatstheater

Das Gebäude wird für Ausstellungen im Rahmen der documenta genutzt, darüber hinaus als temporärer Ausstellungsraum und für Veranstaltungen, Messen und Kongresse in der Kasseler Innenstadt. Da die Halle mehrere Ebenen besitzt, erwies sich die Nutzung als schwierig; seit 2008 wird sie darum bevorzugt als Dauerstandort für Exponatvorstellungen der Meisterklassen genutzt.
Bis zum Ende der Renovierungsarbeiten im Stammhaus des Staatstheaters im Februar 2007 diente die documenta-Halle als einer der Ersatzspielorte für das Staatstheater Kassel. Seither ist an der sich zum Park öffnenden Glasfront eine Markise angebracht, die den trotz vorgelagerter Betonstützen ungehinderten Lichteinfall vermindern soll. Als innerer Abdruck der geometrischen Außenhülle sind insbesondere die große „Rotunde“ im Tiefgeschoss konvexialisierend und für den Laien schwer lesbar geblieben.

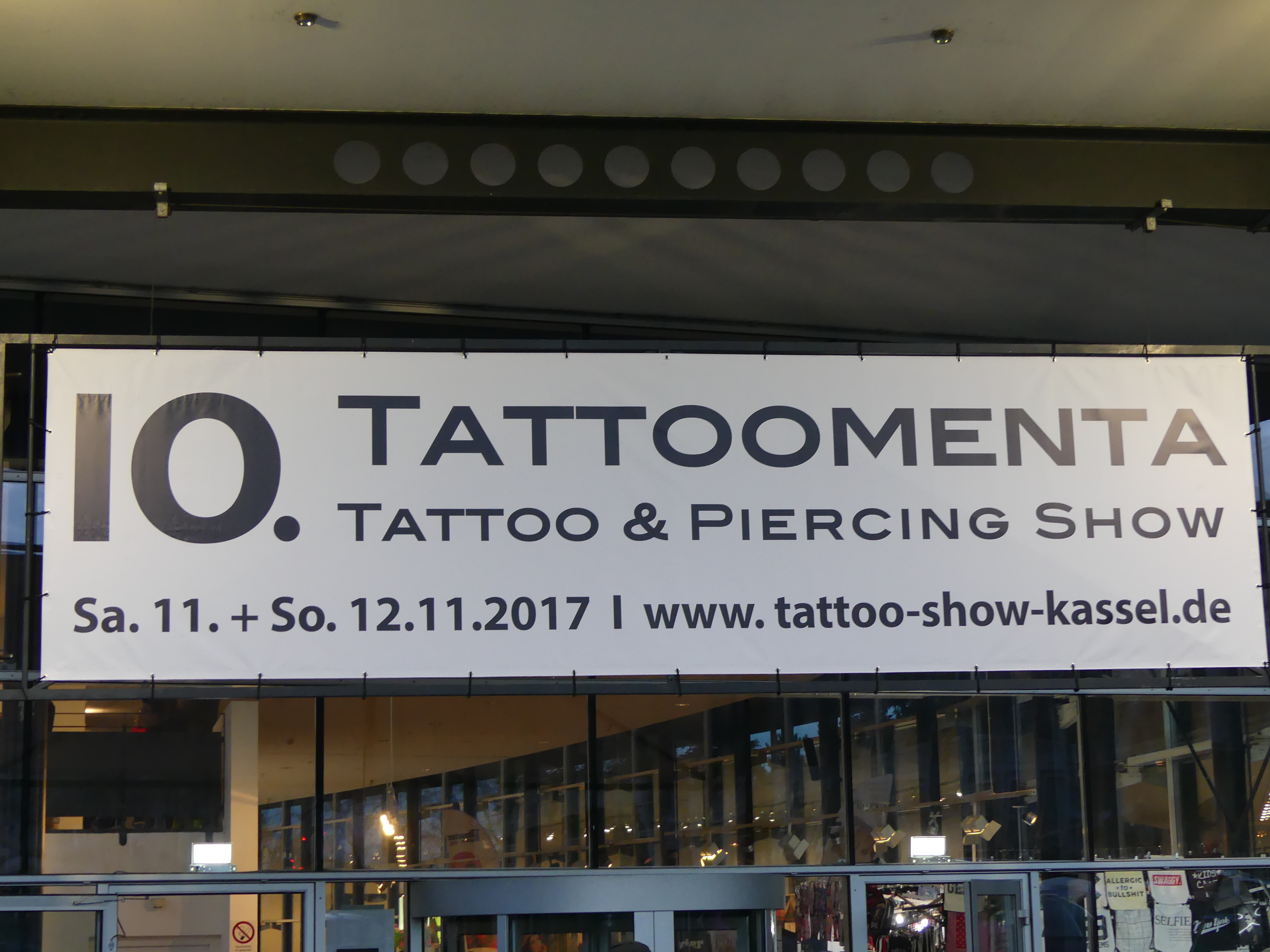
Tattomenta Kassel 2017

Ab 2013 wurde der Veranstaltungsort der tattoomenta, eine Tattoo- und Piercing-Messe, die „zu den renommiertesten Publikumsmessen der Tattooszene gehört“, in die documenta-Halle in Kassel verlegt.